# آریگو پادوان
آریگو پادوان (ایتالیایی: Arigo Padovan؛ ۱۶ ژوئن ۱۹۲۷ – ۴ ژانویهٔ ۲۰۲۵) دوچرخه‌سوار اهل ایتالیا بود.